# Cile ai Giochi della XVIII Olimpiade
Il Cile partecipò ai Giochi della XVIII Olimpiade, svoltisi a Tokyo dal 10 al 24 ottobre 1964, con una delegazione di 14 atleti impegnati in 6 discipline per un totale di 13 competizioni. Il portabandiera alla cerimonia di apertura fu  Aquiles Gloffka, che gareggiò sia nella scherma che nel pentathlon moderno. Fu l'undicesima partecipazione di questo paese ai Giochi estivi. Non fu conquistata nessuna medaglia.